# ホリー・ミランダ
ホリー・ミランダ（英語: Holly Miranda）は、アメリカ合衆国のシンガーソングライターである。ピアノを習った傍ら、ギターをトランペットを自習。2001年に、「High Above The City」を録音、20曲からなるこのソロアルバムはショーでのみ購入できる。2003年の秋に、Alex Lipsen（プロデュース/キーボード）と会ってチームを結成。このプロジェクトはThe Jealous Girlfriendsという、ブルックリンはウィリアムズバーグの4ピースのバンドになる。彼女の音楽はカニエ・ウェストやスカーレット・ヨハンソンといった人々に評価されている。

## 経歴

### 1983–2000: デビュー前まで
ミランダは教会で歌って育った。ピアノは6歳から始め、ギターを手に取った14歳ぐらいから作曲を始めた。16歳の時に、ニューヨークへ移住、高校をドロップアウトし、通信教育で卒業した。17歳の時にメジャーレーベルのBMGより誘いを受けたが、結果は芳しいものとならなかった。
「結局そこから抜け出したの。それはちょうど安全などこかにいて、誰もそれを聴いたことがなかったのよ。」とミランダは後に語っている。

### 2001-2007: キャリアの始まり
ニューヨークに引っ越して、後にThe jealous girlfriendsのバンドメイトとなる人々と出会う。The Jealous Girlfriendsは、Nada SurfやDelta Spiritといったバンドとツアーして回っている。彼らの曲は、CSI:マイアミ、Lの世界、グレイズ・アナトミー 恋の解剖学と言ったテレビ番組で使われた。 バンドは批評家からの賞賛を受けたが、ヒットにはつながらなかったという。しかし、バンドのメンバーは彼らの音楽を追究し続けた。

### 2008〜現在まで: ソロへの復帰とThe Magician's Private Library
The Jealous Girlfriendsが休止後、ホリー・ミランダはソロアルバムをリリースすることを決め、友人でありブルックリンのロックバンドTV on the RadioのDave Sitekと作業を開始した。  所属パブリッシャーのクリサリア・ミュージックの経済的援助の元、The Magician's Private Libraryを2008年に録音したが、2010年にXLレコーディングスと契約するまでリリースされなかった。 The Magician's Private Libraryは批評家から好意的な評価を受けた。音楽レビューのまとめを行っているMetacriticによれば、このアルバムは平均で68点の評価を得たという。 アルバムはアメリカのビルボードのTop Heatseekersにて最高40位を記録し、彼女の作品で初のビルボードチャート入りを果たした。 "Forest Green, Oh Forest Green"がリードシングルとしてリリースされ、次いで"Waves"がリリースされた。また、日本盤も2010年に発売された。

## 私生活
ホリー・ミランダはレズビアンであるが、彼女のことを音楽家として語られるときにそのことを持ち出されたくないと考えている。「公表されても問題ないけれど、私がレズビアンであることは私の音楽とは関係ないわ」と彼女は語っている。「私は私が好きな人が好きなの。レズビアンであると言うことで私の音楽を聴かないということがあって欲しくないし、またレズビアンだから聴くということもいや。私はそのことをプロフェッショナルに処理することはまだできないわ」
ホリー・ミランダは2010年にロサンゼルスへ移住した。現在は次のアルバムを制作中である。

## ディスコグラフィー

### ソロ

#### アルバム
- High Above the City: Evolution (2004)
- The Magician's Private Library (2010)

#### シングル
- "Forest Green, Oh Forest Green" (2009)
- "Waves" (2010)

### The Jealous Girlfriends
- Comfortably Uncomfortable (2004)
- The Jealous Girlfriends (2007)